# Пелота миштека

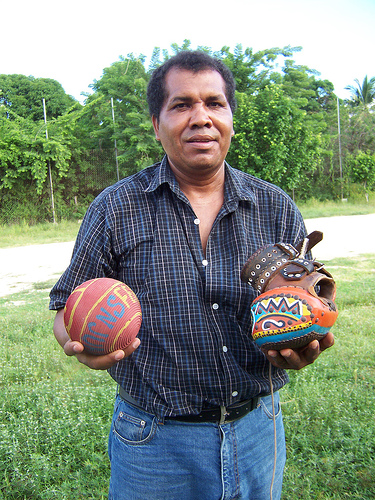
Игрок команды Mixtec с мячом и перчаткой.

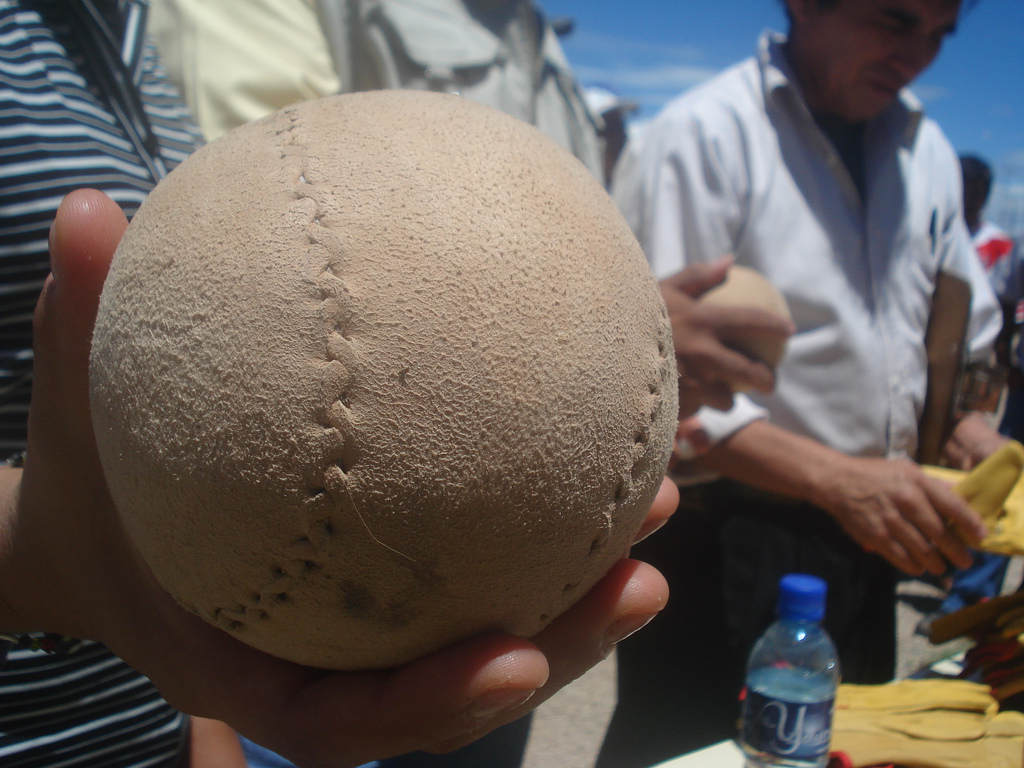
Мяч pelota mixteca de forro на подкладке из оленьей кожи

Пелота миштека (исп. Pelota Mixteka, дословно «мяч по-миштекски») — командный вид спорта, похожий на теннис без сетки. Игроки надевают прочные, искусно украшенные перчатки и используют их для ударов по небольшому твёрдому мячу. Эта игра уходит корнями в прошлое на сотни, а возможно, и тысячи лет.

## Описание
Сегодня в эту игру играют в мексиканских штатах Оахака и Герреро, а также в сообществах эмигрантов, в том числе в Мехико, Лос-Анджелесе и Фресно.
Изначально игра была известна как pelota a mano fr´ıa («холодный гандбол») без использования защиты для рук, однако потом получила название pelota Mixteca de hule, где игроки применяют толстые кожаные перчатки для ударов по мячу из вулканизированной резины. В ходе игры мяч перемещается между сторонами грунтового корта. Перчатки имеют яркую раскраску и ступенчатый узор greca в стиле Митлы и подписаны прозвищем (apodo) игрока.
Происхождение игры является предметом дискуссий. Миштеки заявляют, что это их традиционная игра, появившаяся еще до испанского завоевания. Некоторые авторы ведут происхождение игры от испанских версий гандбола boce lucea и the game de largo y rebote. Однако, согласно колониальным источникам, игры с мячом при помощи рук были широко распространены среди коренного населения Америки. При этом используемые в игре мячи и перчатки являются изобретением уже новейшей эпохи.
Члены каждой команды, состоящей из пяти игроков, занимают свои позиции на половине длинной узкой площадки размером примерно 100 м в длину и 11 м в ширину, размеченной на утрамбованном грунте. Для подачи мяч сначала ударяется о плоский камень, а затем отбивается. Сложная система подсчёта очков похожа на систему подсчёта очков в теннисе.